# Paral·lel 38° nord
El paral·lel 38° nord és una línia de latitud que es troba a 38 graus nord de la línia equatorial terrestre. Travessa Europa, la Mediterrània, Àsia, l'oceà Pacífic, l'Amèrica del Nord i l'oceà Atlàntic. El paral·lel 38 nord ha estat especialment important a la història recent de Corea. A aquesta latitud el Sol és visible durant 14 hores i 48 minuts durant el solstici d'estiu i 9 hores i 32 minuts durant el solstici d'hivern. Començant al meridià de Greenwich i dirigint-se cap a l'est, el paral·lel 38º passa per:
| Coordenades                               | País, territori o mar | Notes |
| ----------------------------------------- | --------------------- | --- |
| 38° 0′ N, 0° 0′ E / 38.000°N,0.000°E      | mar Mediterrània      | Passa al nord de l'illa de Marettimo, Itàlia (a 37° 59′ 43″ N, 12° 1′ 47″ E / 37.99528°N,12.02972°E) |
| 38° 0′ N, 12° 19′ E / 38.000°N,12.317°E   | Itàlia                | Illes de Levanzo i Sicília |
| 38° 0′ N, 15° 25′ E / 38.000°N,15.417°E   | mar Mediterrània      | Estret de Messina |
| 38° 0′ N, 15° 38′ E / 38.000°N,15.633°E   | Itàlia                | |
| 38° 0′ N, 16° 8′ E / 38.000°N,16.133°E    | mar Mediterrània      | Mar Jònica – passa entre les illes de Cefalònia (a 38° 4′ N, 20° 43′ E / 38.067°N,20.717°E) i Zacint (a 37° 56′ N, 20° 42′ E / 37.933°N,20.700°E), Grècia                                                   |
| 38° 0′ N, 21° 16′ E / 38.000°N,21.267°E   | Grècia                | Passa per Atenes |
| 38° 0′ N, 24° 2′ E / 38.000°N,24.033°E    | Mar Egea              | |
| 38° 0′ N, 24° 14′ E / 38.000°N,24.233°E   | Grècia                | Illes de Petalioi i Euboea |
| 38° 0′ N, 24° 34′ E / 38.000°N,24.567°E   | Mar Egea              | Passa al nord de l'illa d'Andros (a 37° 59′ 57″ N, 24° 47′ 23″ E / 37.99917°N,24.78972°E), Grècia |
| 38° 0′ N, 27° 7′ E / 38.000°N,27.117°E    | Turquia               | |
| 38° 0′ N, 44° 17′ E / 38.000°N,44.283°E   | Iran                  | |
| 38° 0′ N, 48° 55′ E / 38.000°N,48.917°E   | Mar Càspia            | |
| 38° 0′ N, 53° 49′ E / 38.000°N,53.817°E   | Turkmenistan          | |
| 38° 0′ N, 55° 17′ E / 38.000°N,55.283°E   | Iran                  | |
| 38° 0′ N, 57° 22′ E / 38.000°N,57.367°E   | Turkmenistan          | Passa al nord d'Aşgabat |
| 38° 0′ N, 66° 38′ E / 38.000°N,66.633°E   | Uzbekistan            | |
| 38° 0′ N, 68° 17′ E / 38.000°N,68.283°E   | Tadjikistan           | |
| 38° 0′ N, 70° 19′ E / 38.000°N,70.317°E   | Afganistan            | |
| 38° 0′ N, 71° 16′ E / 38.000°N,71.267°E   | Tadjikistan           | |
| 38° 0′ N, 74° 54′ E / 38.000°N,74.900°E   | Xina                  | Xinjiang Qinghai Gansu Mongòlia Interior Ningxia Mongòlia Interior Shaanxi − uns 5 km Mongòlia Interior − uns 14 km Shaanxi Shanxi — passa al nord de Taiyuan Hebei — passa al sud de Shijiazhuang Shandong |
| 38° 0′ N, 118° 58′ E / 38.000°N,118.967°E | mar Groga             | Passa al nord de l'illa de Baengnyeong (a 37° 59′ N, 124° 41′ E / 37.983°N,124.683°E), Corea del Sud |
| 38° 0′ N, 125° 7′ E / 38.000°N,125.117°E  | Corea del Nord        | Península d'Ongjin — Hwanghaenam-do |
| 38° 0′ N, 125° 35′ E / 38.000°N,125.583°E | mar Groga             | badia d'Ongjin |
| 38° 0′ N, 125° 46′ E / 38.000°N,125.767°E | Corea del Nord        | Hwanghaenam-do Hwanghaebuk-do |
| 38° 0′ N, 126° 49′ E / 38.000°N,126.817°E | Corea del Sud         | Gyeonggi-do Gangwon-do |
| 38° 0′ N, 128° 44′ E / 38.000°N,128.733°E | Mar del Japó          | |
| 38° 0′ N, 138° 14′ E / 38.000°N,138.233°E | Japó                  | Illa de Sado: — Prefectura de Niigata |
| 38° 0′ N, 138° 33′ E / 38.000°N,138.550°E | Mar del Japó          | |
| 38° 0′ N, 139° 14′ E / 38.000°N,139.233°E | Japó                  | Illa de Honshū: — Prefectura de Niigata — Prefectura de Yamagata — Prefectura de Miyagi |
| 38° 0′ N, 140° 55′ E / 38.000°N,140.917°E | Oceà Pacífic          | |
| 38° 0′ N, 123° 1′ O / 38.000°N,123.017°O  | Estats Units          | Califòrnia Nevada Utah Colorado Kansas Missouri Illinois Indiana Kentucky Virgínia de l'Oest Virgínia |
| 38° 0′ N, 76° 28′ O / 38.000°N,76.467°O   | badia de Chesapeake   | |
| 38° 0′ N, 75° 53′ O / 38.000°N,75.883°O   | Estats Units          | Maryland Virgínia |
| 38° 0′ N, 75° 16′ O / 38.000°N,75.267°O   | Oceà Atlàntic         | Passa entre les illes de Pico (a 38° 23′ N, 28° 14′ O / 38.383°N,28.233°O) i São Miguel (a 37° 55′ N, 25° 47′ O / 37.917°N,25.783°O), Açores, Portugal                                                      |
| 38° 0′ N, 8° 51′ O / 38.000°N,8.850°O     | Portugal              | Districte de Setúbal Districte de Beja – passa al sud de Beja |
| 38° 0′ N, 7° 12′ O / 38.000°N,7.200°O     | Espanya               | Andalusia Extremadura Andalusia Regió de Múrcia – passa al nord de la ciutat de Múrcia País Valencià |
| 38° 0′ N, 0° 39′ O / 38.000°N,0.650°O     | mar Mediterrània      | |

## Corea
El paral·lel 38 va ser suggerit com a línia divisòria per Corea per primera vegada el 1896. Rússia intentava posar Corea al seu control, mentre que Japó havia assegurat el reconeixement dels seus drets a Corea de l'Imperi Britànic. Intentant evitar un conflicte, Japó proposà que es dividís la península de Corea en dues meitats, en dues esferes d'influència pel paral·lel 38. Malgrat tot, no s'arribà a formalitzar cap acord, i Japó va prendre el control absolut de Corea.

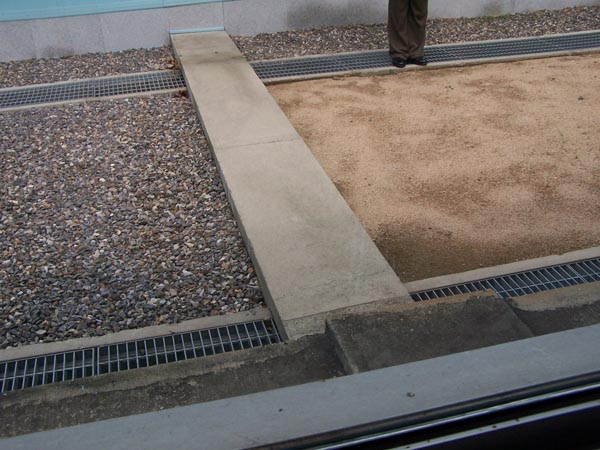
El costat esquerre de la frontera d'aquesta imatge pertany a Corea del Sud, mentre que el costat dret pertany a Corea del Nord.

Després de la rendició del Japó el 1945, el paral·lel va quedar establert com a frontera per Dean Rusk i Charles Bonesteel del Comitè de Coordinació de Guerra de la Marina a Washington durant la nit del 10-11 d'agost de 1945, quatre dies abans de l'alliberament absolut de Corea. El paral·lel dividí la península aproximadament pel mig. El 1948, la línia divisòria esdevingué la frontera entre els nous països de Corea del Nord i del Sud. El 25 de juny de 1950, les forces nord-coreanes travessaren el paral·lel i envaïren Corea del Sud, iniciant-se la Guerra de Corea.
Després de l'Armistici que acabà la Guerra de Corea el 1953, s'establí una línia de demarcació al mig de la zona desmilitaritzada. Aquesta línia travessa el paral·lel 38 en un angle agut, del sud-oest al nord-est, que ara serveix com a Línia Militar de Demarcació entre ambdues Corees.